# Distrito de Omia
El distrito de Omia es uno de los doce que conforman la provincia de Rodríguez de Mendoza ubicada en el departamento de Amazonas, en el Norte del Perú.  Limita por el Noreste con el distrito de Vista Alegre; por el Sureste con el departamento de San Martín; por el Suroeste con el distrito de Chirimoto, el distrito de Milpuc y el distrito de Santa Rosa y; por el Noroeste con el distrito de San Nicolás.
Desde el punto de vista jerárquico de la Iglesia católica forma parte del Diócesis de Chachapoyas.

## Historia
El distrito fue creado el 5 de febrero de 1875 mediante Ley sin número, en el gobierno del Presidente Manuel Pardo y Lavalle.

## Geografía
Abarca una superficie de 175,13 km² y tiene una población estimada mayor a 6 700 habitantes. 
Su capital es el pueblo de Omia.

## Atractivos turísticos
Sitio arqueológico WimbaFue una llacta de la cultura Chachapoyas con muros de 2 metros de alto.
Agua termales de TocuyaSobre la margen izquierda del rio Gebil en el distrito de Omia. Las aguas nacen del subsuelo, presentan un color azul, temperatura promedio de 30 °C y está compuesta con azufre. Ubicación S6 28.282 W77 21.809
Caverna de OmiaConocida también como Leo, ubicada en la margen izquierda de la carretera Mendoza- Chirimoto a 1463 m s. n. m. El ingreso es pequeño 150x50 cm, pero dentro se amplia a unos 30 m de alto y unos 50 m de longitud. El recorrido tomas unas 4 horas.

## Autoridades

### Municipales
- 2019 - 2022[2]
  - Alcalde: Javier Del Águila Tafur, del Movimiento Regional Fuerza Amazonense.
  - Regidores:

  1. Juan Gerardo Tafur Vargas (Movimiento Regional Fuerza Amazonense)
  2. Segundo José Fernández Fernández (Movimiento Regional Fuerza Amazonense)
  3. Carmen Rosa Echaccaya Taboada (Movimiento Regional Fuerza Amazonense)
  4. Rosendo Bazán Puitiza (Movimiento Regional Fuerza Amazonense)
  5. Deninson José Cruz Trigoso (Alianza para el Progreso)

Alcaldes anteriores
- 2015 - 2018:[3] César Augusto Sedamanos Rodríguez, del movimiento Sentimiento Amazonense Regional.
- 2011 - 2014: Javier Del Águila Tafur, Alianza Regional Juntos Por Amazonas (ARJPA).
- 2007 - 2010: José Julián Del Águila Fernández.